# Genetische Diskriminierung
Genetische Diskriminierung bezeichnet eine ungleiche Behandlung von Menschen aufgrund von genetischen Informationen, die – in den meisten Fällen – durch eine DNA-Analyse in einem Labor decodiert wurden und dadurch praxisrelevant werden können. Ansatzpunkte für Diskriminierung bieten dabei nicht nur Informationen über mögliche Erkrankungen, sondern auch die genetische Veranlagung, bestimmte Merkmale auf die eigenen Kinder zu übertragen, ohne selbst von diesen betroffen zu sein.

## Entstehen einer Definition
Noch im Jahr 2004 diskutierten Experten der Forschungsstelle Bioethik und des Instituts für Ethik, Theorie und Geschichte der Medizin an der Universität Münster, wie genetische Diskriminierung zu definieren sei. Damals gab es noch keine objektive, von allen erkannte Abgrenzung des Begriffs genetische Diskriminierung, der noch nicht von rechtsstaatlich abgesicherten Formen der Ungleichbehandlung bzw. Diskriminierung abgegrenzt war.
Die Experten einigten sich auf eine Bestimmung der Bedeutung des Attributs „genetisch“ in dem Begriff „Genetische Diskriminierung“: „Genetische Daten unterscheiden sich in ihren Eigenschaften grundlegend von anderen gesundheitsbezogenen Informationen (Stichwort: genetic exceptionalism); sie unterscheiden sich nicht in einzelnen Eigenschaften, jedoch im Hinblick auf deren Zusammenspiel; sie unterscheiden sich nicht grundlegend von anderen gesundheitsbezogenen Informationen (Stichwort: generic vs. genetic).“
Das „Gen-ethische Netzwerk“ stellte 2012 fest: „Individuen werden erst mittels wissenschaftlich-technisch erzeugter Informationen und auf Grundlage populationsstatistischer Berechnungen zu ‚gesunden Kranken‘ beziehungsweise ‚kranken Gesunden‘ und infolgedessen zum Objekt jener Diskriminierung, bei der genetische Merkmale als Kennzeichen für weitere Eigenschaften und zukünftige Entwicklungen der Person gewertet werden.“ Bei einer unzureichenden Gesetzgebung bestehe die Gefahr der Entstehung von „genetischen Unterklassen“, die durch eine Stigmatisierung aufgrund ihrer Erbanlagen gefährdet seien.
Im Jahr 2025 definierte das National Human Genome Research Institute genetische Diskriminierung als die Ungleichbehandlung von Individuen aufgrund ihres genetischen Codes, Genoms oder des Risikos einer [genetisch bedingten] Erbkrankheit. Dabei kann genetische Information – in unterschiedlichen Kontexten – gegen Individuen verwendet werden, beispielsweise im Zusammenhang mit dem Zugang zu Bildungsangeboten, zum Arbeitsmarkt oder zu diversen Versicherungen (Gesundheit, Berufsunfähigkeit etc.).
Der Begriff genetische Diskriminierung wird strikt von der Diskriminierung auf der Grundlage einer Behinderung oder einer Krankheit unterschieden.

## Beschreibung
Grundlagen für die Bewertung von Handlungen und gesellschaftlichen Situationen als genetische Diskriminierung können sein:
- unbefugt vorgenommene Gentests;
- die unbefugte Nutzung von Informationen zum Erbgut eines Menschen (und zum potenziellen Erbgut von dessen Angehörigen);
- das Ableiten von Konsequenzen (aus vorliegenden Erbinformationen), welches zu einer Ungleichbehandlung führen kann;
- die Entwicklung „genetischer Sozialwissenschaften“[6]; einige Vertreter dieser Fachrichtung behaupten dem „gen-ethischen Netzwerk“ zufolge, es könne gelingen, vermeintlich unveränderliche „Wahrheiten“ in unserem Erbgut – wie „Veranlagung von Bildungserfolg, Religiosität oder Sexualität“ – zu diagnostizieren.

Genetische Diskriminierung kann in allen Lebensphasen auftreten – im Rahmen einer künstlichen Befruchtung – auch vorgeburtlich, bzw. im Rahmen einer Präimplantationsdiagnostik. In diesem Bereich erstreckt sich der gesetzliche Schutz in einigen Ländern, wie Deutschland zwar bereits auf den Embryo (Embryonenschutzgesetz), berücksichtigt jedoch nicht dessen Entstehung und die Unterschiede beim Zugang zu derartigen Methoden (Verfügbarkeit & Kosten). So sind mittlerweile unterschiedliche Formen der Gentherapie möglich, wie beispielsweise der Eingriff in die Keimbahn, bei dem der Zellkern der mütterlichen Eizelle ausgetauscht wird, um die Weitergabe von Erbinformationen zu verhindern, die ein Krankheitsrisiko bergen.
Weder in der Medizinethik noch in der Biomedizin gibt es einen internationalen Konsens darüber, in welcher Form die medizinische Nutzung von genetischem Wissen in unterschiedlichen Anwendungsmöglichkeiten zulässig oder verboten bzw. durch Gesetzgebung beschränkt sein sollte. Die Forschungscommunity drängt bereits seit einigen Jahren darauf, die nicht-medizinische Nutzung von Erbinformationen zu reglementieren, um eine Diskriminierung auf Basis von humangenetischen Erbinformationen zu erschweren. Dabei stehen insbesondere die Nutzung von Erbinformationen und sonstigen epigenetischen Informationen durch Versicherer sowie der Aufbau von DNA-Datenbanken für forensische Zwecke im Fokus.

## Geschichte
Die Möglichkeit, Menschen auf der Grundlage der Beschaffenheit ihrer Gene zu diskriminieren, gibt es nicht erst seit 2001 (s. u.). Eine zentrale Rolle in diesem Zusammenhang bilden an der Eugenik orientierte Gedankengänge und die zentrale Bedeutung der Kategorie „Erbgesundheit“.
Die Verknüpfung von Befunden zur genetischen Ausstattung eines Menschen mit Werturteilen über diesen gab es bereits vor den ersten Gentests. Denn Praktiken genetischer Diskriminierung erfordern nicht die Existenz von DNA-Tests. Sie können ebenso auf der Grundlage von Informationen erfolgen, die aus Krankenberichten einer Person oder aus dessen Familiengeschichte stammen. Neu ist, dass durch die Entwicklung prädiktiver genetischer Tests Risikopersonen und Anlageträger identifiziert werden können, ohne dass auf die Familiengeschichte zurückgegriffen oder das Auftreten von Krankheiten abgewartet werden muss.
Im Mai des Jahres 2001 wurde im Zuge des Humangenomprojekts das menschliche Genom erstmals fast vollständig decodiert. Es konnte damals aufgrund der vielen Code-Wiederholungen ein kleiner Teil noch nicht sequenziert werden. Der Code dieser rund acht Prozent des menschlichen Genoms wurden 2022 am US-amerikanischen National Human Genome Research Institute entschlüsselt. Insgesamt waren über 50 Forschende am Finalisierungsprozess beteiligt und kamen in der Summe auf rund 3.055 Milliarden Basenpaare, die die Basis des menschlichen Erbguts bildeten.
2020 stellte Interpol einen mit Hilfe eines DNA-Abgleichs gelösten Fall beispielhaft im Internet vor. Ausgangspunkt der kriminologischen Untersuchung war die Leiche eines Mannes, die 2004 in Kroatien geborgen worden war. Der Mann hatte viele Jahre nicht identifiziert werden können. Der Fall war zu einem „Cold-Case“ geworden. Erst als sich 16 Jahre später seine Kinder dazu entschlossen, ihre DNA der Interpol-Datenbank „I-Familia“ zur Verfügung zu stellen, konnte die Identität des Italieners im Jahr 2020 zweifelsfrei festgestellt werden. Dieses Beispiel zeigt, dass es möglich ist, DNA-Tests zu veranlassen, die niemanden „diskriminieren“.

## Möglichkeiten zu Gentests und ihre ethischen und rechtsstaatlichen Probleme
Wenn eine Mutation für Veränderungen im Erbgut verantwortlich ist, so ist diese entweder neu entstanden (Spontanmutation) oder wurde an den Träger bzw. die Trägerin des Merkmals vererbt. Dabei gehen Spontanmutationen entweder auf Übertragungsfehler während der Replikation, den Kontakt mit bestimmten chemischen Verbindungen (z. B. Alkylanzien) oder physikalischen Faktoren zurück, wie Strahlung (UV-Strahlung, Ionisierende Strahlung etc.).
Zu Merkmalen, deren Vererbung als problematisch betrachtet werden, zählen unter anderem Genmutationen, die zu körperlichen und/oder geistigen Beeinträchtigungen führen, sowie Erbkrankheiten. Durch eine DNA-Analyse können auch sogenannte Konduktoren bzw. Träger erkannt werden; dabei handelt es sich um Personen, die bestimmte Erbinformationen in sich tragen, deren körperliches Erscheinungsbild (Phänotyp) jedoch möglicherweise sogar zeitlebens nicht beeinträchtigt ist. Der letztgenannte Fall trifft z. B. auf Töchter hämophiler Männer zu. Die Anlage zu der Krankheit kann in der Regel erst bei ihren Söhnen, männlichen Enkelkindern, Urenkeln usw. im Phänotyp erscheinen. Wie wahrscheinlich das Auftreten des anlagebedingten Phänotyps ist, hängt auch von der Art des Erbgangs ab: Einige Anlagen werden dominant, andere rezessiv vererbt.
Ethische Fragen betreffen nicht nur die Zulässigkeit bestimmter auf gentechnischem Wissen beruhender Praktiken, sondern auch die möglichen Auswirkungen, welche die Anwendung bestimmter Techniken auf die gesamtgesellschaftliche Entwicklung haben könnte. Im Prinzip gesellschaftlich befürwortete Anwendungsmöglichkeiten existieren insbesondere in der Medizin sowie in der Kriminalistik, wo die Zuordnung von sichergestelltem genetischem Material potenzielle Tatverdächtige entweder ausschließen oder bestätigen kann. Die Aufgabe der Ethik und der Gesetzgebung besteht darin, Grenzen zu illegitimen Anwendungen zu ziehen. Dass die entsprechenden Entscheidungen strittig sein können, belegt beispielhaft der Sachverhalt, dass mitunter Gesetze gegen genetische Diskriminierung nur Träger eines im Phänotyp für Fachleute wahrnehmbaren bestimmten Merkmales, nicht aber die Diskriminierung von Personen verhindern, die durch ihren Genotyp als Überträger für eine bestimmte Disposition (wie z. B. die Erkrankung Chorea Huntington) gelten.

### Beispiele möglicher diskriminierender Handlungen
- Richtlinien, auf deren Basis Forschungseinrichtungen, Kriminalermittlern und sonstigen Institutionen Zugriff auf genetische Daten gewährt wird, sind noch nicht in Geltung. Sowohl für Forschungseinrichtungen als auch für sonstige Institutionen (einschließlich Krankenversicherungen und Anbietern von DNA-Tests) sollte es verbindliche Richtlinien geben, die den Zugriff und die Verarbeitung genetischer Daten regeln und möglichen genetischen Diskriminierungen vorbeugen (sollen).
- Die Benutzung genetischer Datensätze als Handelsware wird nicht hinreichend beschränkt. Solche Praktiken gibt es z. B. im Rahmen von Öffentlich-privaten Partnerschaften oder durch die Übernahme umfangreicher genetischer Datenbestände durch Investmentgesellschaften wie beispielsweise die Blackstone Group (die 2020 4,7 Mrd. US-Dollar für die Anteilsmehrheit an Ancestry zahlte).[21]
- Kriminalität: Aktuell gibt es keine international einheitlichen Regelungen zur forensischen Nutzung genetischer Daten, beispielsweise im Kontext von Straftaten oder bei der Suche nach vermissten Personen.[9]
- In-vitro-Fertilisation: Es gibt nur wenige gesetzliche Regelungen hinsichtlich der Überprüfung auf genetische Schäden und/oder Erbkrankheiten sowie für andere Zwecke (z. B. die sichere Bestimmung des „Wunschgeschlechts“ außerhalb des Körpers einer Frau mit Kinderwunsch).
- Kryokonservierung:Verbindliche Regelungen zur genetischen Überprüfung von befruchteten Eizellen, unbefruchteten Eizellen oder Spermien, die im Rahmen einer Kryokonservierung (oder für Social Freezing) konserviert werden, fehlen oft.
- Pränataldiagnostik: International gelten unterschiedliche Regelungen hinsichtlich der Auswahl der nondum Concepti („noch nicht Empfangenen“) für den Status von Nascituri mittels Pränataldiagnostik.
- Schwangerschaftsabbruch mit embryopathischer Indikation: Es herrscht kein Konsens darüber, für welche Genmutationen bzw. daraus resultierenden Erkrankungen eine Auswahl auf Basis des Erbguts rechtmäßig ist und ob Schwangere erfolgreich ein Recht auf Nichtwissen über die Gesundheit ihres Kindes geltend machen dürfen sollten.
- Rettungsgeschwister: Die Zeugung von Kindern in Hinblick auf ihr Potenzial als Organ- oder Gewebespender ist ethisch umstritten. (Wird jedoch in einigen Ländern praktiziert[22])
- Persönlichkeitsrechte: Hier sollte zwischen den Rechten unterschiedlicher Interessengruppen abgewogen werden.
- Mangelhafter Datenschutz, insbesondere rechtliche Bestimmungen über den Umgang mit DNA-Informationen, die unrechtmäßig verbreitet oder gestohlen wurden (Beispiel: die genetischen Profile von knapp 7 Millionen Personen, die online gehackt worden waren[23]).
- Es fehlen gesetzliche Regelungen für Datenbestände von Unternehmen, die ihre Geschäftstätigkeit einstellen oder in die Insolvenz gehen (wie z. B. 23andMe.[24])

Das „Hamburg Center for Bio-Governance“ konzentrierte sich bei empirischen Studien auf folgende mögliche Opfer von genetischen Diskriminierungen in Deutschland:
1. Personen, für die ein auffälliges Untersuchungsergebnis für eine autosomal-dominante Erkrankung vorliegt, an der sie mit hoher Wahrscheinlichkeit erkranken werden;
2. Personen mit vollkommen behandelbaren genetischen Krankheiten;
3. heterozygote „Träger“ von rezessiven Merkmalen, die nicht bei ihnen selbst, aber möglicherweise bei ihren Kindern zur Erkrankung führen.

Konkret untersuchte das HCBG Fälle, in denen der Verdacht auf die Entwicklung
1. einer familiären Adenomatöse Polyposis (FAP),
2. eines Familiären Brust- und Eierstockkrebses (BRCA1 / BRCA2),
3. einer Eisenspeicherkrankheit (hereditäre Hämochromatose, HH) oder
4. einer Cystischen Fibrose (CF / Mukoviszidose)

bestand.

### Machtmissbrauch durch Staatsorgane
Die Nichtregierungsorganisation (NGO) Human Rights Watch legte im Jahr 2022 Beweise dafür vor, dass chinesische Polizisten in der Region Tibet bei Personenkontrollen den Kontrollierten willkürlich Blut für DNA-Tests abnahmen, auch gegen den Willen der Betroffenen. In der Provinz Qinghai sei sogar bei allen Jungen ab fünf Jahren für DNA-Tests Blut abgenommen worden.

## Gesetzliche Regelungen gegen genetische Diskriminierung (Auswahl)

### Europa
In der Europäischen Union schreibt der Artikel 21 aus der Charta der Grundrechte der Europäischen Union folgendes vor:

„Diskriminierungen insbesondere wegen des Geschlechts, der Rasse, der Hautfarbe, der ethnischen oder sozialen Herkunft, der genetischen Merkmale, der Sprache, der Religion oder der Weltanschauung, der politischen oder sonstigen Anschauung, der Zugehörigkeit zu einer nationalen Minderheit, des Vermögens, der Geburt, einer Behinderung, des Alters oder der sexuellen Ausrichtung sind verboten.“

#### Deutschland
In Deutschland sind einige Unterpunkte, wie die Richtlinien zu genetischen Untersuchungen sowie zur humangenetischen Beratung, darüber hinaus in der nationalen Gesetzgebung durch das Embryonenschutzgesetz und das Gendiagnostikgesetz verankert. Daher ist Präimplantationsdiagnostik nur erlaubt, wenn ein hohes Risiko für eine schwerwiegende Erbkrankheit besteht oder beim Embryo Schädigung zu erwarten ist, die mit hoher Wahrscheinlichkeit zu einer Tot- oder Fehlgeburt führen würde.

#### Frankreich
In Frankreich ist die Anwendung von DNA-Tests auf bestimmte definierte rechtliche Kontexte beschränkt. Dort ist es von entscheidender Bedeutung, die unterschiedlichen Kategorien von DNA-Tests und ihre rechtlichen Folgen zu erfassen. Man unterscheidet dort einerseits zwischen medizinischen genetischen Analysen, die von einem Arzt zur Diagnose oder Überwachung empfohlen werden. Das Gesetz setzt einen strengen Rahmen für diese Untersuchungen und schreibt besondere Bedingungen vor, um den Schutz der Patientenrechte zu gewährleisten. Auf der anderen Seite gibt es Tests auf väterliche oder mütterliche Abstammung. Sie dürfen nur nach gerichtlicher Genehmigung und nur dann vorgenommen werden, wenn dies zur Feststellung einer rechtlichen Abstammung erforderlich ist. Es gibt auch „spielerische“ DNA-Tests, mit denen man unter anderem seine ethnischen Wurzeln bestimmen kann. Ihre Verwendung ist jedoch aufgrund der damit verbundenen ethischen Probleme umstritten, und sie haben in Frankreich keine offizielle Akkreditierung.

### USA
In den USA wird seit 2008 der Umgang mit genetischen Informationen gesetzlich durch den Genetic Information Nondiscrimination Act geregelt. Hier liegt das Hauptaugenmerk darauf, die Nutzung genetischer Informationen im Kontext mit dem Zugang zu Versicherungen oder Arbeitsplätzen zu verhindern.

### Weitere Beispiele
- In Neuseeland müssen bereits vorhandene Ergebnisse von erfolgten DNA-Tests vor dem Abschluss einer Lebens- oder Krankenversicherung offengelegt werden. Aus diesem Grund lehnt ein Teil der Bevölkerung mittlerweile auch medizinisch indizierte genetische Tests ab. Insbesondere eine erhöhte Disposition, Brustkrebs oder Krebs an den Eierstöcken zu entwickeln, veranlasst Versicherer dazu, Betroffene nicht – oder nur zu nachteiligen Konditionen – aufzunehmen.[36][37]
- Im Jahr 2010 wurde ein Fall aus Großbritannien bekannt, bei dem sich ein Paar dafür entschied, für eine In-vitro-Fertilisation gezeugte Embryonen mittels Pränataldiagnostik auf die für Brustkrebs verantwortlichen Gene BRCA1 und BRCA2 testen zu lassen. Denn in der Familie des Vaters war in den vorherigen drei Generationen Brustkrebs aufgetreten war, so dass die Eltern von der Möglichkeit Gebrauch machten, dies durch genetische Selektion zu verhindern.[38]
- Ehepaaren wurde  die Adoption von Kindern verweigert, weil die genetische Disposition zur Ausprägung bestimmter Erkrankungen festgestellt wurde.[39]
- Aufgrund von einer restriktiven Gesetzgebung in Deutschland, die beispielsweise die Testung von Embryonen, die für eine künstliche Befruchtung gezeugt wurden, auf Aneuploidie nur unter bestimmten Umständen ermöglicht, lassen zahlreiche Paare sich in ausländischen Kinderwunschzentren behandeln. Wer diese Testung in Deutschland durchführen lassen möchte, muss zusätzliche Zeit und die Kosten für den Bericht einer Ethikkommission einplanen.[32][31]

## Genetische Diskriminierung und Science-Fiction
Im Bereich Science-Fiction gibt es eine Reihe von Werken, die das Thema Gentechnik in Kombination mit den Themen Eugenik und genetische Selektion präsentieren und dabei auf Möglichkeiten zur Diskriminierung, Klassifizierung und der Errichtung von Hierarchien aufmerksam machen.
An die seinerzeit aktuellen Möglichkeiten der Gentechnik anknüpfend, entwarf Aldous Huxley 1932 eine Dystopie in Romanform mit dem Titel Schöne neue Welt. Der Roman spielt im Jahr 2504 und behandelt die dem Autor zufolge mögliche Weiterentwicklung der Gentechnik und eine auf dieser beruhenden neuen Gesellschaftsordnung. In ihr wird jeder durch Eingriffe, die vor seiner „Entkorkung“ (d. h. dem „modernen“ Ersatz für „natürliche“ Geburten) in vitro vorgenommen wurden, auf seine „Bestimmung“ vorbereitet, d. h. auf den für ihn vorgegebenen Platz in der Gesellschaft.
Der US-amerikanische Science-Fiction-Film Gattaca setzt sich mit ethischen Fragen, die durch genetische Diskriminierung entstehen, so differenziert auseinander, dass der Film an der University of Toronto begleitend zur Einführung in den Themenbereich Biopunk, Bioethik und Wissenschaft der Genmanipulation gezeigt und diskutiert wird. Da Andrew Niccol Gattaca bereits 1997 drehte, zählt der Film zu den bekanntesten Werken zum Thema der genetischen Diskriminierung.
Eine weitere Dystopie, die im Zusammenhang mit genetischer Diskriminierung genannt wird, ist der Science-Fiction-Film Code 46 von Michael Winterbottom aus dem Jahr 2003. Dagegen befasst sich Nick Cassavetes in seinem Drama Beim Leben meiner Schwester aus dem Jahr 2009 mit dem Phänomen Rettungsgeschwister.